# Effetto flou
L'effetto flou, detto anche soft focus, è un particolare tipo di effetto in fotografia.
Consiste nel ridurre i contrasti dell'immagine, senza sfocare, ottenendo una diffusione delle alte luci con una minima invasione delle zone d'ombra. Il risultato finale darà più morbidezza all'immagine, una riduzione delle imperfezioni della pelle del soggetto ritratto, maggiore luminosità.
L'effetto fu ottenuto per la prima volta dal fotografo tedesco Nicola Perscheid (1864-1930) che inventò ma non brevettò l'apposito obiettivo che porta il suo nome per realizzare i suoi celebri ritratti fotografici.
Questo effetto è causato dalla normale aberrazione sferica di un obiettivo che i costruttori tentano generalmente di correggere. Un obiettivo definito soft focus non viene deliberatamente corretto per quanto riguarda quest'aberrazione, dando all'immagine un'impressione di "sfocato" pur conservandone la definizione.
L'effetto flou venne utilizzato principalmente nei ritratti in primo piano e nella fotografia glamour in particolare dagli anni trenta alla metà degli anni sessanta.